# 용인성산초등학교
용인성산초등학교는 대한민국 경기도 용인시에 있는 공립 초등학교이다.

## 학교 연혁
- 2004년 1월 16일 용인성산초등학교로 설립인가
- 2004년 3월 1일 개교 27학급 편성
- 2004년 3월 1일 초대 김학련 교장 취임
- 2005년 3월 7일 병설 유치원 개원
- 2006년 3월 21일 학교 도서관 개관
- 2008년 3월 1일 제2대 박경희 교장 부임
- 2008년 12월 22일 교과특성화학교 우수교 선정(경기도교육감 표창)
- 2008년 12월 31일 2008선진화3V프로젝트 개발운영 우수교 선정(경기도교육감 표창)
- 2009년 3월 1일 경기도지정 YP 연구학교 운영('08-'09 2년간)
- 2009년 6월 2일 전국소년체육대회 성적우수교 선정(경기도교육감 표창)
- 2009년 11월 1일 도지정 '우리마을 배움터' 평생교육 운영
- 2010년 2월 17일 제6회 졸업식(총 246명 졸업)
- 2010년 3월 1일 41학급 편성(유치원1, 특수1)
- 2011년 2월 17일 제7회 졸업식(총 214명 졸업)
- 2011년 3월 1일 37학급 편성(유치원1, 특수1)
- 2011년 9월 1일 제3대 황임수 교장 부임
- 2012년 2월 14일 제8회 졸업식(총 227명 졸업)
- 2012년 3월 1일 38학급 편성(유치원1, 특수1)
- 2013년 2월 15일 제9회 졸업식(총 246명 졸업)
- 2013년 3월 1일 34학급 편성(유치원1, 특수1)
- 2014년 2월 14일 제10회 졸업식(총 193명 졸업)
- 2014년 3월 1일 32학급 편성(유치원1, 특수1)
- 2015년 2월 13일 제11회 졸업(187명)
- 2015년 3월 1일 29학급 편성
- 2017년 3월 2일 27학급 편성

## 참고 자료
- 용인성산초등학교 - 한국교육학술정보원 학교알리미